# Myospila flavipennis
Myospila flavipennis är en tvåvingeart som först beskrevs av Malloch 1928.  Myospila flavipennis ingår i släktet Myospila och familjen husflugor. Inga underarter finns listade i Catalogue of Life.